# Hakkarkivi
Hakkarkivi är gränsmärke i Finland där kommunerna Saarijärvi, Kannonkoski och Äänekoski möts. Det ligger i landskapet Mellersta Finland, i den centrala delen av landet, 300 km norr om huvudstaden Helsingfors. Hakkarkivi ligger 160 meter över havet. Den ligger vid sjön Kohmujärvi.

## Omgivning
Terrängen runt Hakkarkivi är platt. Runt Hakkarkivi är det ganska glesbefolkat, med 21 invånare per kvadratkilometer. I omgivningarna runt Hakkarkivi växer i huvudsak barrskog.